# Les Costes
Les Costes is een plaats en voormalige gemeente in het Franse departement Hautes-Alpes in de regio Provence-Alpes-Côte d'Azur en telt 140 inwoners (1999). De plaats maakt deel uit van het arrondissement Gap.

## Geschiedenis
Op 1 januari 2018 de gemeente met Chauffayer en Saint-Eusèbe-en-Champsaur tot de commune nouvelle Aubessagne.

## Geografie
De oppervlakte van Les Costes bedraagt 8,6 km², de bevolkingsdichtheid is 16,3 inwoners per km².
De onderstaande kaart toont de ligging van Les Costes met de belangrijkste infrastructuur en aangrenzende gemeenten.

## Demografie
Onderstaande figuur toont het verloop van het inwonertal.
Vanwege een beveiligingsprobleem met de MediaWiki Graph-software is het momenteel niet mogelijk deze grafiek weer te geven. Zodra de software is bijgewerkt zal de grafiek vanzelf weer zichtbaar worden.